# Leluja

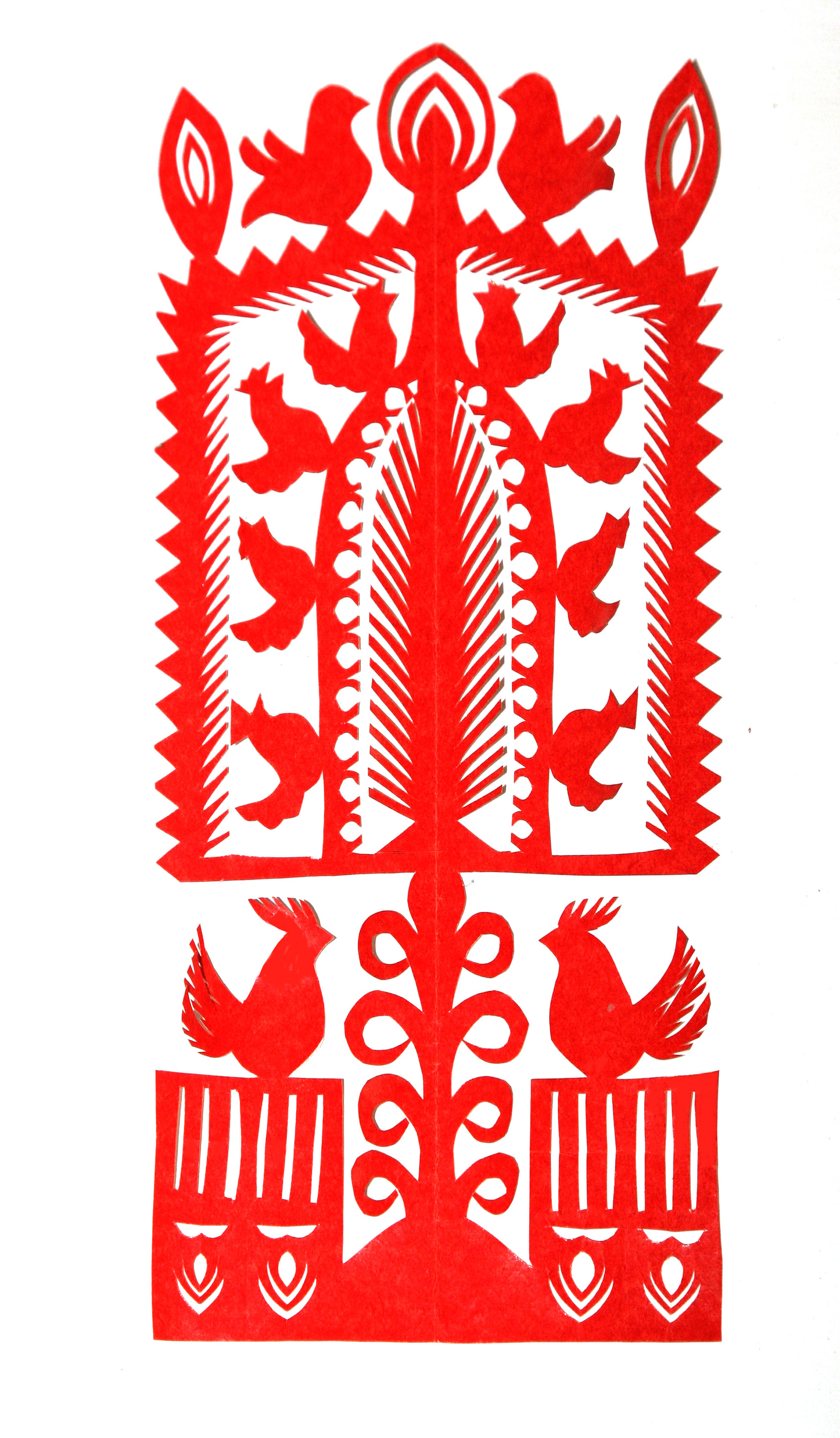
Wycinanka kurpiowska – leluja

Leluja – typ wycinanki papierowej o jednoosiowej symetrycznej budowie w formie drzewka z podstawą. Charakterystyczny dla kurpiowskiej Puszczy Zielonej.
Leluja ma kompozycję pionową, dwuczłonkową i jest wycięta z jednego kawałka kolorowego papieru. Jest prawdopodobnie najstarszą formą wycinanki kolorowej z papieru glansowanego na tym terenie. Jej górna część może mieć różny kształt: zaokrąglony u góry i przecięty prosto u dołu w formie łuku gotyckiego, jak też w formie koła, prostokąta lub owalu. Wypełnienie jest najczęściej ażurowe. Dolna część, tzw. podstawa, ma zazwyczaj niewielką ilość ażurów, górna, zwana koroną, jest bardziej ażurowa i o bogatej ornamentyce. Wycinanka jest na górze zwieńczona elementem podkreślającym oś symetrii. Leluja występuje w wielu wariantach. Twórczynie nadają jej indywidualną formę, samodzielnie komponując ornamentykę. Jedną z ciekawszy form jest tzw. hostyja, zainspirowana monstrancją używaną w kościelnej liturgii. Pojawiają się w niej motywy religijne: świece, krzyż, serce gorejące czy anioły.